# Communauté de communes du Centre Corse
Die Communauté de communes du Centre Corse ist ein französischer Gemeindeverband mit der Rechtsform einer Communauté de communes im Département Haute-Corse in der Region Korsika. Sie wurde am 5. Oktober 2000 gegründet und umfasst zehn Gemeinden. Der Verwaltungssitz befindet sich im Ort Corte.

## Mitgliedsgemeinden
| Gemeinde                               | Einwohner 1. Januar 2022 | Fläche km² | Dichte Einw./km² | Code INSEE | Postleitzahl |
| -------------------------------------- | ------------------------ | ---------- | ---------------- | ---------- | ------------ |
| Casanova                               | 375                      | 9,89       | 38               | 2B074      | 20250        |
| Corte                                  | 7.737                    | 149,27     | 52               | 2B096      | 20250        |
| Muracciole                             | 34                       | 14,06      | 2                | 2B171      | 20219        |
| Noceta                                 | 68                       | 18,66      | 4                | 2B177      | 20219        |
| Poggio-di-Venaco                       | 210                      | 13,28      | 16               | 2B238      | 20250        |
| Riventosa                              | 150                      | 6,03       | 25               | 2B260      | 20250        |
| Rospigliani                            | 70                       | 9,82       | 7                | 2B263      | 20219        |
| Santo-Pietro-di-Venaco                 | 298                      | 7,96       | 37               | 2B315      | 20250        |
| Venaco                                 | 643                      | 53,72      | 12               | 2B341      | 20231        |
| Vivario                                | 429                      | 79,28      | 5                | 2B354      | 20219        |
| Communauté de communes du Centre Corse | 10.014                   | 361,97     | 28               | –          | –            |